# Platylabus intermedius
Platylabus intermedius là một loài tò vò trong họ Ichneumonidae.